# Othmarsingen
Othmarsingen (gsw. Otmisinge) – gmina (Einwohnergemeinde) w Szwajcarii, w kantonie Argowia, w okręgu Lenzburg. Liczy 3 037 mieszkańców (31 grudnia 2020). 